# Transkapela
Transkapela – polski zespół z nurtu etno-folk. Inspiruje się tradycjami muzycznymi obszaru Karpat poszukując współczesnego kontekstu muzyki etnicznej. Debiutancka płyta Transkapeli – Sounds & Shadows, uznana została przez gremia muzyczne serwisu serpent.pl za najlepszą polską płytę folk 2005 roku, a w plebiscycie krytyków muzycznych i dziennikarzy, Polskie Radio uhonorowało album tytułem "Folkowy Fonogram Roku 2005 r". W dorobku płytowym Transkapeli jest kilka płyt – w tym światowa edycja pierwszej z nich. Zespół czynnie koncertuje w kraju i za granicą.

## Skład

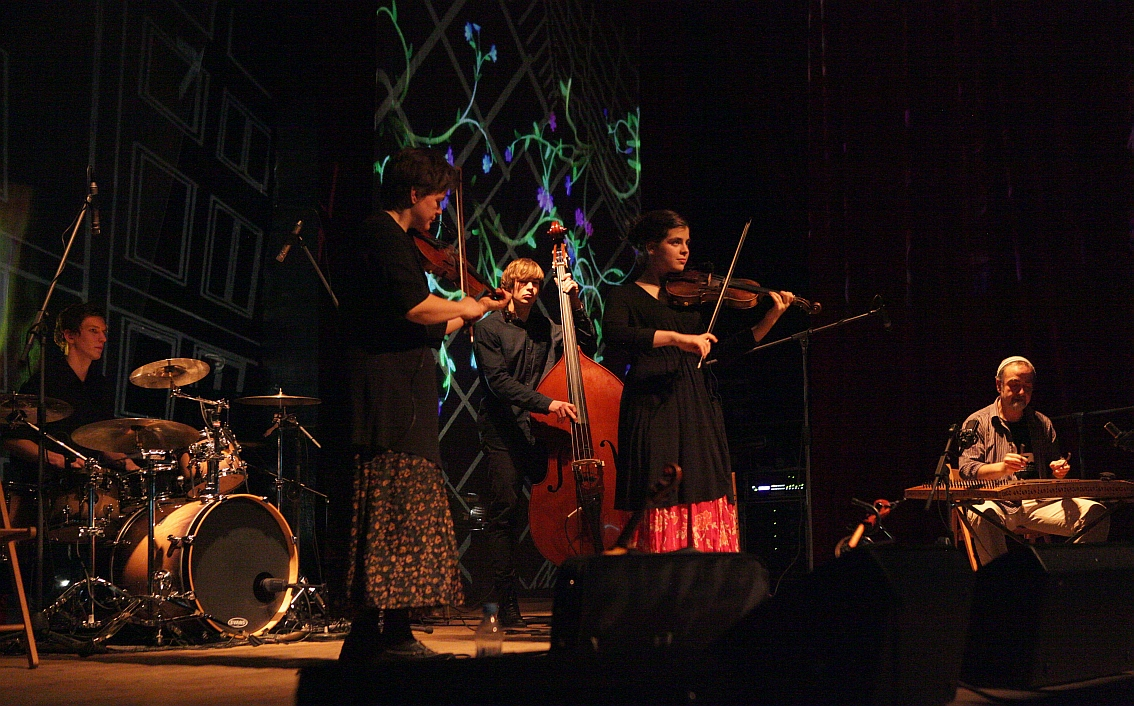

- Ewa Wasilewska – skrzypce, vioara cu goarna
- Robert Wasilewski – cymbały, altówka, kaval, ütőgardon
- Iga Wasilewska – skrzypce, altówka
- Franciszek Pospieszalski – kontrabas

## Dyskografia
- Sounds & Shadows (2005)

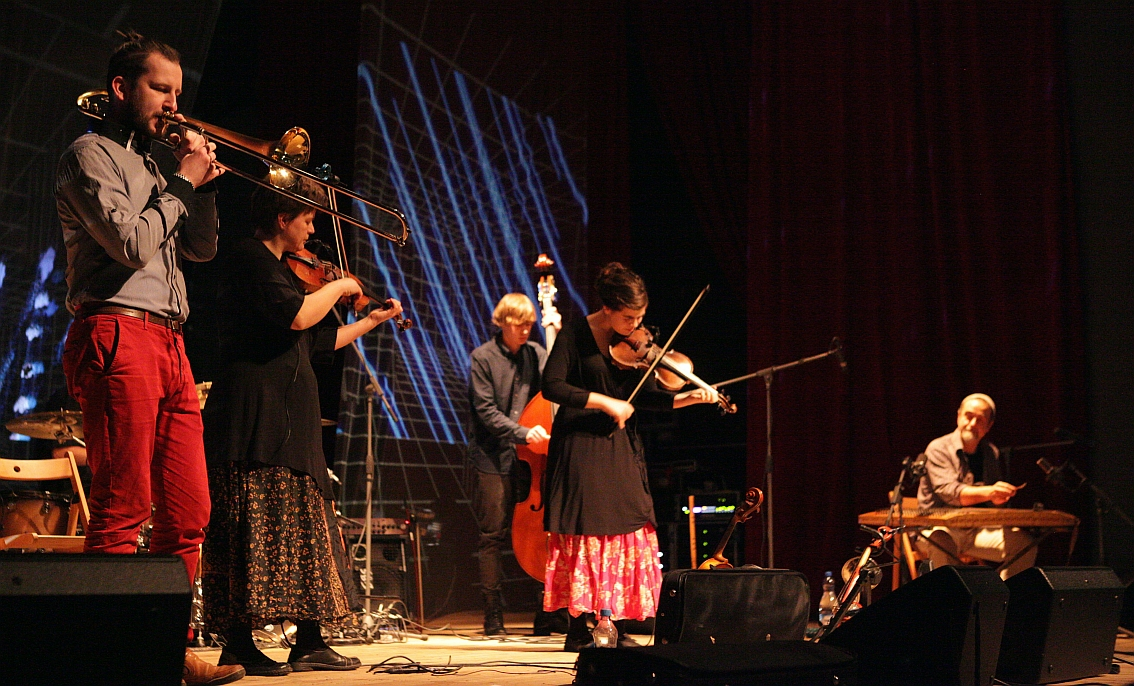

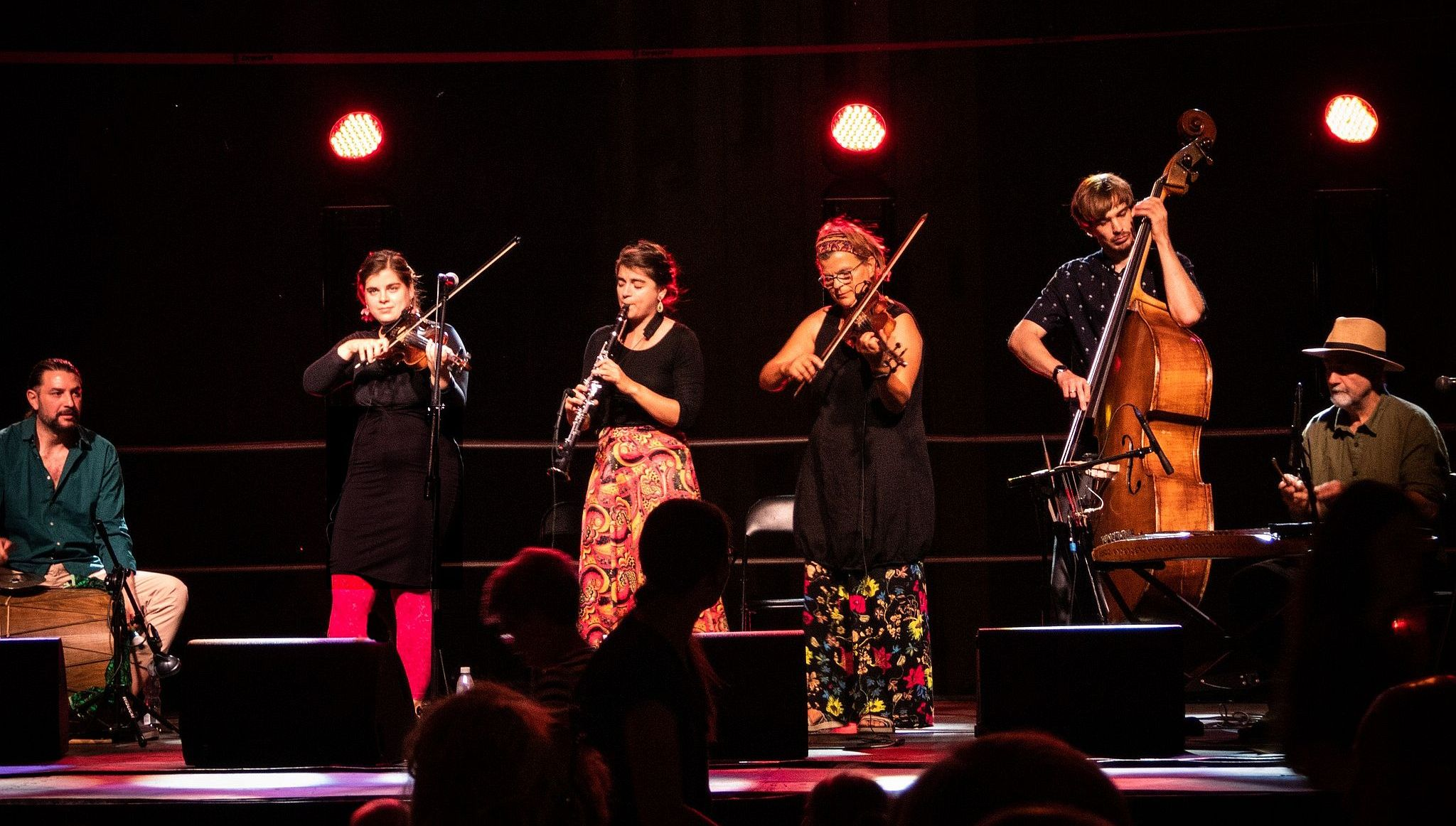
Gościnnie z zespołem: Michał Tomaszczyk - puzon, Kaja Wasilewska - klarnet, Merse Varga - taraban, darbuka

- The best of Polish smooth etno, jazz, folk (składanka Polonia Records 2006)
- Over the Village (2006)
- Transkapela (ARC Music 2007)
- Karpatsky Album – Live from festival "Sheshory 2007 (2007)
- Radosti i smutky. Delights and sorrows – Live from festival "Folk Holidays 2009 (IHT 2010)
- Neon Fields – (2014)
- Klezmer Cafe - (składanka ARC - 2018)